# Celebration: The Video Collection
Celebration: The Video Collection − album DVD kompilujący wideoklipy Madonny. Całość − łącznie czterdzieści siedem teledysków − wydano na dwóch dyskach.
Wydawnictwo w Polsce uzyskało certyfikat złotej płyty DVD.

## Spis wideoklipów
- DVD #1

1. "Burning Up" (Madonna) – 3:40 1
2. "Lucky Star" (Madonna) – 4:01
3. "Borderline" (Reggie Lucas) – 3:56
4. "Like a Virgin" (Tom Kelly, Billy Steinberg) – 3:48
5. "Material Girl" (Peter Brown, Robert Rans) – 4:42
6. "Crazy for You" (John Bettis, Jon Lind)– 3:59 1
7. "Into the Groove" (Madonna, Stephen Bray) – 3:50 1
8. "Live to Tell" (Madonna, Patrick Leonard) – 4:34 1
9. "Papa Don’t Preach" (Brian Elliot, additional lyrics by Madonna) – 5:06
10. "True Blue" (Madonna, S. Bray) – 4:02 1
11. "Open Your Heart" (Madonna, Gardner Cole, Peter Rafelson) – 4:28
12. "La Isla Bonita" (Madonna, P. Leonard, Bruce Gaitsch) – 3:59
13. "Who’s That Girl" (Madonna, P. Leonard) – 3:44 1
14. "Like a Prayer" (Madonna, P. Leonard) – 5:43
15. "Express Yourself" (Madonna, S. Bray)– 4:59
16. "Cherish" (Madonna, P. Leonard) – 4:38
17. "Vogue" (Madonna, Shep Pettibone) – 4:51
18. "Justify My Love" (Lenny Kravitz, Ingrid Chavez, Madonna) – 4:57 1 2
19. "Erotica" (Madonna, S. Pettibone, Anthony Shimkin) – 5:18 1
20. "Deeper and Deeper" (Madonna, S. Pettibone, A. Shimkin) – 5:49 1
21. "Rain" (Madonna, S. Pettibone) – 4:33
22. "I’ll Remember" (P. Leonard, Madonna, Richard Page) – 4:19 1

- DVD #2

1. "Secret" (Madonna, Dallas Austin, S. Pettibone) – 4:23
2. "Take a Bow" (Kenneth "Babyface" Edmonds, Madonna) – 4:33
3. "Bedtime Story" (Nellee Hooper, Björk, Marius De Vries) – 4:24
4. "Human Nature" (Madonna, Dave Hall, Shawn McKenzie, Kevin McKenzie, Michael Deering) – 4:33
5. "I Want You" (wraz z Massive Attack) (Leon Ware, Arthur Ross) – 6:21 1
6. "You’ll See" (Madonna, David Foster) – 4:18 1
7. "Frozen" (Madonna, P. Leonard) – 5:20
8. "Ray of Light" (Madonna, William Orbit, Clive Maldoon, Dave Curtiss, Christine Ann Leach) – 5:06
9. "The Power of Good-Bye" (Madonna, Rick Nowels) – 4:09
10. "Beautiful Stranger" (Madonna, W. Orbit) – 4:38
11. "American Pie" (Don McLean) – 4:34 1
12. "Music" (Madonna, Mirwais Ahmadzaï) – 4:44
13. "Don’t Tell Me" (Madonna, M. Ahmadzaï, Joe Henry) – 4:38 1
14. "What It Feels Like for a Girl" (Madonna, Guy Sigsworth, David Torn) – 4:28
15. "Die Another Day" (Madonna, M. Ahmadzaï) – 4:27 1
16. "Hollywood" (Madonna, M. Ahmadzaï) – 3:58 1
17. "Love Profusion" (Madonna, M. Ahmadzaï) – 3:48 1
18. "Hung Up" (Madonna, Stuart Price, Benny Andersson, Björn Ulvaeus) – 5:25
19. "Sorry" (Madonna, S. Price) – 4:43
20. "Get Together" (Madonna, Anders Bagge, Peer Astrom, S. Price) – 3:55 1 3
21. "Jump" (Madonna, J. Henry, S. Price)– 3:23 1
22. "4 Minutes" (Madonna, Timothy Mosley, Justin Timberlake, Nathaniel Hills) – 4:03 1
23. "Give It 2 Me" (Pharrell Williams, Madonna) – 4:12 1
24. "Miles Away" (Madonna, T. Mosley, J. Timberlake, N. Hills) – 3:49 1
25. "Celebration" (Madonna, Paul Oakenfold, Ian Green, Ciaran Gribbin) – 3:52 1

Adnotacje:
- 1 Tych wideoklipów nigdy dotąd nie załączono na kompilacyjnym albumie DVD Madonny.
- 2 Sceny nagości ocenzurowano.
- 3 Alternatywna wersja teledysku.